# EIU Canback
Canback Consulting (The Economist Intelligence Unit Canback, Inc.) es una firma de consultoría de gestión con sede central en Cambridge, Massachusetts. La empresa brinda servicios de asesoramiento para gerentes de alto rango en diversas organizaciones, utilizando métodos científicos y análisis predictivo.
Los clientes de Canback incluyen compañías en los sectores de productos de consumo, retail, telefonía celular y servicios financieros. Las prácticas incluyen diligencia debida para fusiones y adquisiciones (M&A), desarrollo de estrategia, expansión y crecimiento, y rendimiento organizativo. La compañía también publica investigaciones sobre temas como administración, fusiones y adquisiciones, y estadística.  La tesis del Dr. Canback "La Lógica detrás de la Consultoría de Gestión" ha sido citada en 136 artículos por sus teorías en el campo de la administración.
Las oficinas restantes se encuentran en Chicago, Johannesburgo, Londres, Shanghái, Beijing, Singapur, Dubái, Ciudad de México, Tokio, Yakarta y San Pablo.

## Historia
Canback Consulting fue fundada en 2004 bajo el nombre Canback Dangel por el Dr. Staffan Canback, graduado de la Escuela de Negocios de Harvard y ex-asociado en McKinsey & Co. y en Monitor.
El nombre sería más tarde cambiado a Canback & Company y permanecería bajo ese nombre hasta la adquisición de la firma por parte del grupo The Economist Group, a través de su filial Economist Intelligence Unit en julio de 2015.

## Base de datos Canback de distribución global de ingresos (C-GIDD por su nombre en inglés)
Además del negocio de consultoría, Canback ha creado una base de datos con información mundial acerca del PIB e información de ingresos por vivienda: la base de datos Canback de distribución global de ingresos ([www.cgidd.com C-GIDD] por su nombre en inglés), la cual cubre 213 países, a su vez divididos en 696 provincias y 997 ciudades. Dicha base de datos incluye también data histórica y proyecciones que van del año 2000 al 2025 y data a nivel nacional de 1970 a 2035. La base de datos permite desglosar la información por niveles socioeconómicos, tal como han sido definidos por la AMAI. El acceso a la base de datos C-GIDD también está disponible como servicio de suscripción.
C-GIDD se nutre de centenares de fuentes de información, entre las cuales se incluyen organizaciones globales como la ONU y el FMl, agencias de estadística nacionales y sub-nacionales.
C-GIDD también es el motor principal de Explorador de Mercado de EIU, una herramienta en línea para determinar el pronóstico de los mercados de interés en diferentes países y ciudades.